# シンクロ電機

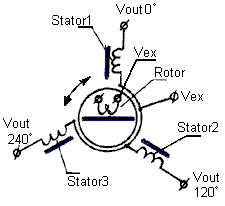
シンクロの回路図。円が回転子を表している。太線は隣接して描かれているコイルのコアを意味する。回転子の電源はスリップリングとブラシで接続され、回転子のコイル両端の丸で表している。

シンクロ電機あるいはシンクロ（Synchro）は回転式変圧器の一種で、アンテナの土台など、回転機械の回転角度を測定するのに使われる。物理的構造は電動機に近い。変圧器の一次コイルは回転子に固定されていて、そこに交流電流を流すと、電磁誘導によって3つの放射状に配置された二次コイルに電流が生じる。二次コイルは互いに120度ずつ離れた位置に配置され、固定子になっている。二次電流の相対的大小を測定することで固定子に対する回転子の角度がわかり、二次電流をそのまま別のシンクロに供給するとそちら側の回転子の角度を同期させることができる。後者の場合、二つのシンクロで構成される装置全体をセルシン（selsyn - self と synchronizing のかばん語）と呼ぶ。

## 利用

単純なセルシンの構成図

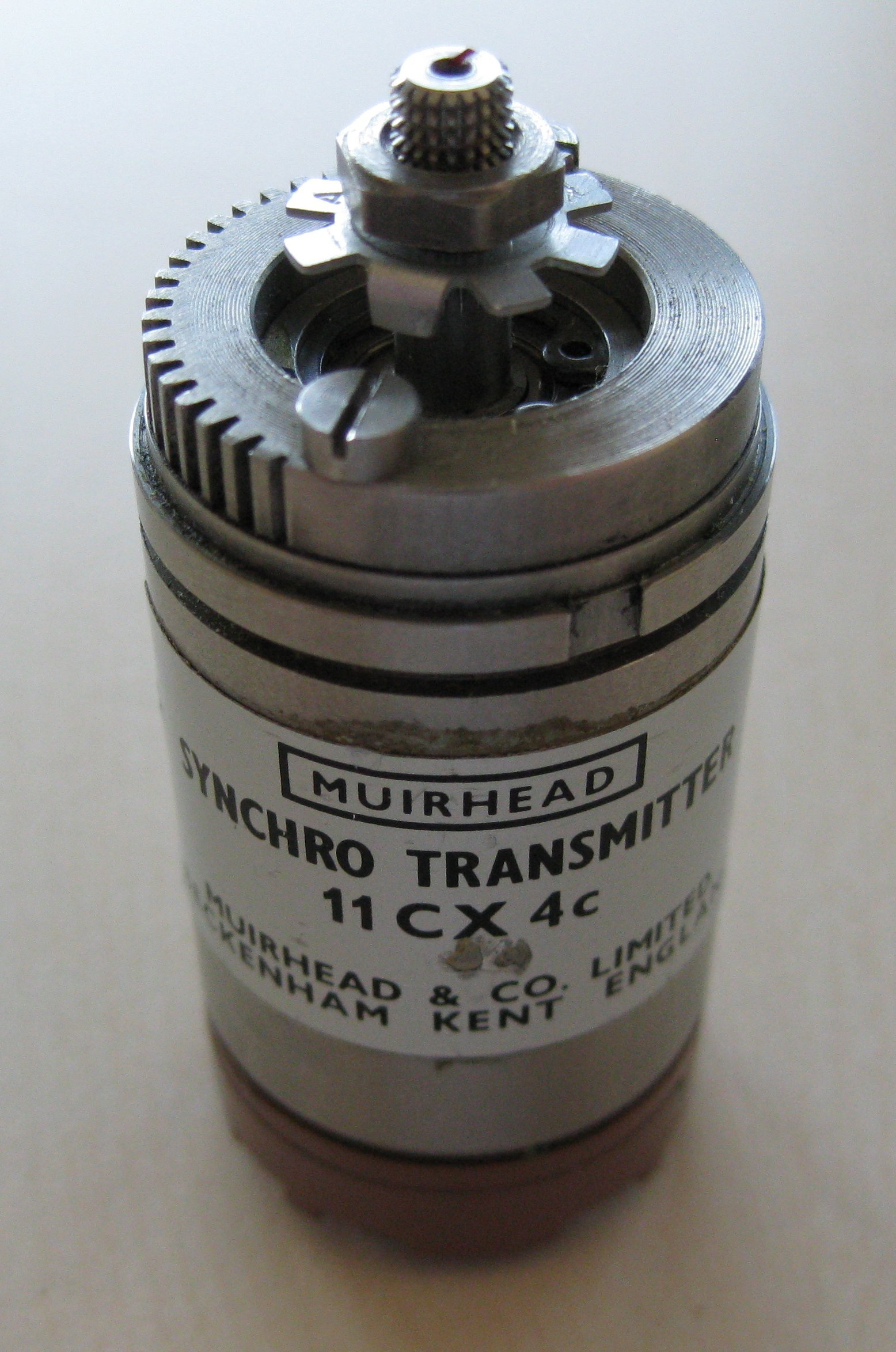
シンクロ送信機の例

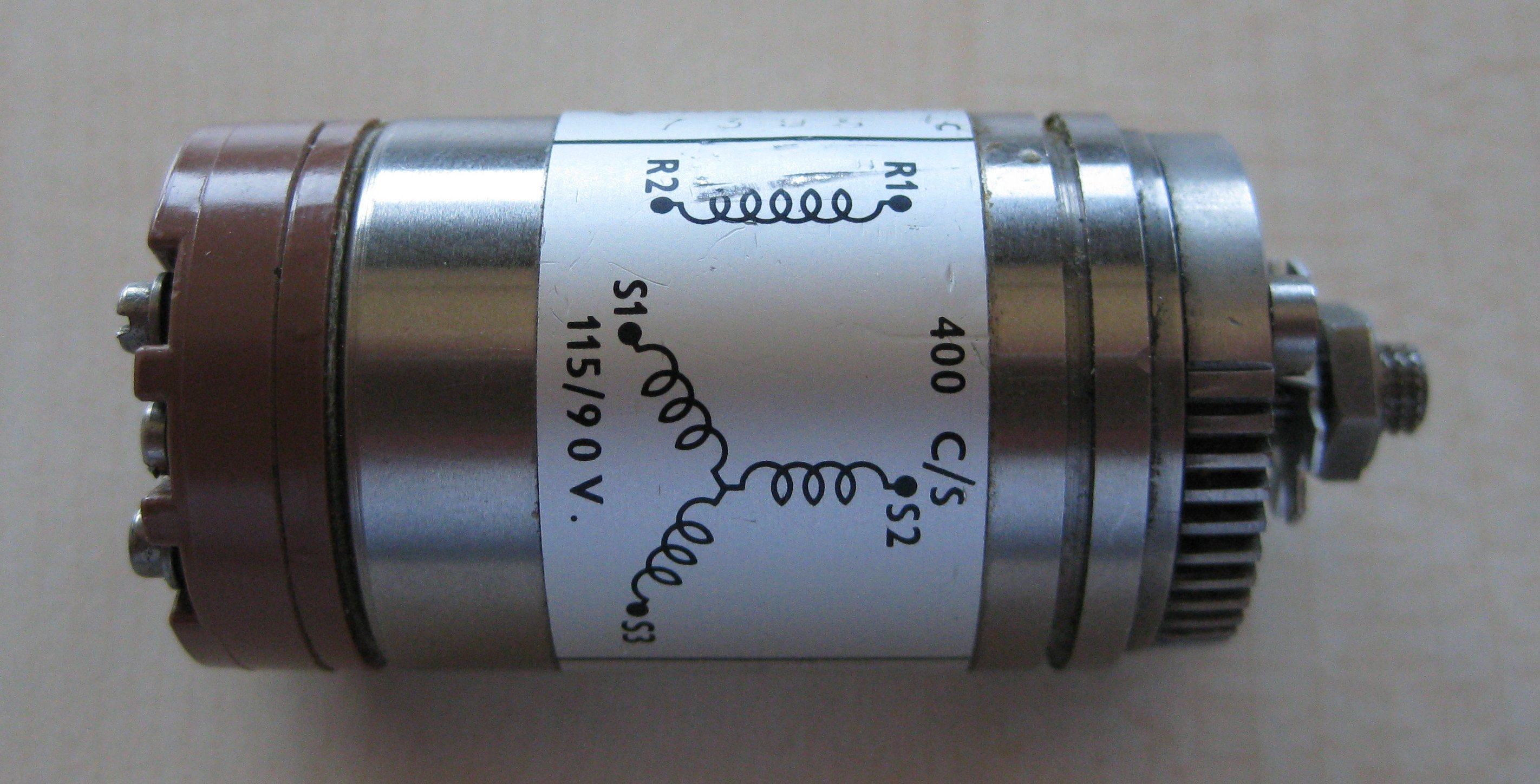
シンクロ送信機には、内部の配線図が描かれている。

シンクロシステムが最初に使われたのは1900年代初期のパナマ運河の制御システムであり、閘門とバルブの軸の位置と水位の測定値を制御デスクまで送信するのに使われた。
第二次世界大戦中の射撃管制装置はシンクロを多用しており、機銃などの向きの測定値を管制装置に送信し、逆に管制装置から機銃などの向きを制御するのにも使われていた。当初は指示ダイヤルを動作させるだけだったが、アンプリダインが発明され、電動機駆動の高出力水圧サーボ機構も登場し、射撃管制装置が重い銃の位置を直接制御できるようになった。
堅牢性と信頼性が高いため、小型のシンクロは航空機などで回転軸に沿って位置を変化させる部分の状態を示す計器の表示に今も使われている。他の多くの用途では、ロータリーエンコーダなどのデジタル装置がシンクロにかわってよく使われるようになっている。
セルシンは、映画でカメラと録音機材の同期に広く使われていたが、水晶振動子とマイクロエレクトロニクスの発展によって今では使われなくなっている。
大型のシンクロは、軍艦で艦橋の操舵輪の動きに舵の動きを同期させるのに使われていた。

## 仕組み
実用的レベルでは、シンクロは電動機に似ており、どちらも回転子と固定子と軸から構成されている。通常、スリップリングとブラシで回転子と外部電源を接続する。シンクロ送信機の軸を回転させるとその情報が送信され、シンクロ受信機の軸がダイヤルを回転させたり、軽い機械的負荷を動作させたりする。単相または三相の装置が一般的で、正しく接続すれば一方の回転に応じてもう一方が同じだけ回転する。映画ではシンクロを使った大型の連動システムで、映写機、音響システムなどを連動させていた。
陸上用のシンクロは一般に50または60ヘルツ（多くの国で採用されている電力網の周波数）で駆動されるが、海上用や航空用のシンクロは400ヘルツ（エンジンで駆動される発電機の周波数）で駆動される。
単相の装置には5本の線が出ている。うち2本が電源接続用で、他の3本は入出力である。その3本を別のシンクロに正しく接続すると、情報と電力が伝達され、受信機の軸を正確に回転させる。シンクロの送信機と受信機の電源は、電圧と位相がそろっていなければならない。三相システムはより大きな電力を扱え、単相より若干滑らかに操作できる。
50/60Hzのシンクロ受信機は、ダイヤルや針のように負荷がない場合や負荷が軽い場合、軸が発振してしまう。これを防ぐため、回転制振装置を必要とする。
シンクロ制御変圧器 (CT, Control Transformer) と呼ばれる受信機の場合、固定子からの電磁誘導で生じた回転子の電圧を取り出し、増幅し、サーボモータを動作させる。このサーボモータの軸はシンクロ制御変圧器の軸と繋がっており、送信機の軸を回転させるとサーボモータがCTの回転子と機械的負荷を必要な位置まで回転させる。CTの固定子はインピーダンスが高く、軸（回転子）の位置がずれているときでも通常のシンクロ受信機より流れる電流がずっと少なくて済む。
シンクロ送信機の出力をデジタル変換器に供給し、軸の角度をデジタルで出力することもできる。

## 派生
いわゆるブラシレスシンクロは回転変圧器を使って回転子に電力を供給する。回転変圧器は一次コイルが固定されていて、二次コイル側が回転する。二次コイルと同じ軸上に通常のシンクロの一次コイルも巻かれていて、その周囲に通常のシンクロの二次コイル部分がある。回転変圧器の二次コイルとシンクロの一次コイルは直結されていて、同期して回転するため、ブラシがない構成でシンクロの機能を実現している。
射撃管制や航空宇宙など高精度が要求される場面では、複速シンクロ・データリンクと呼ばれるものが使われていた。これは例えば、ある回転軸の1回転で1回転するシンクロと同じ回転軸が10度回転する度に1回転するシンクロを構成し、2つのシンクロの出力で高い精度の回転角度を測定するものである。後者のシンクロは元の回転軸の1回転で36回転するので  36-speed synchro と呼ぶ。当然ながら、歯車機構の精密さが重要となる。
さらに正確さが要求される場合、3速シンクロシステムも使われてきた。
他に差動シンクロと呼ばれるものもある。通常のシンクロの固定子のような3端子構成の固定子と回転子からなり、送信機としても受信機としても機能する。差動送信機はシンクロ送信機とシンクロ受信機の間に挟む形で接続し、その回転軸を回転させると、元のシンクロ送信機の回転角度に角度を加算（または減算）した情報を送信することができる。
レゾルバはシンクロに似ているが、固定子からは4つの端子が出ており、コイルは120度ではなく90度間隔で4つある。回転子はシンクロと同じか、90度離れた2つのコイルで構成される。レゾルバ2つを相互接続すると理論上はシンクロ2つと同等の機能を発揮するが、レゾルバは一般にそのような使い方はせず、回転角計測結果を計算に用いる。
レゾルバとシンクロのデータの変換にスコット結線変圧器を使うことがある。もともとは三相交流と2組の単相交流の変換用に発明されたものだが、精度を要求される用途でも利用可能である。